# Frente de Liberação Nacional do Povo Karenni

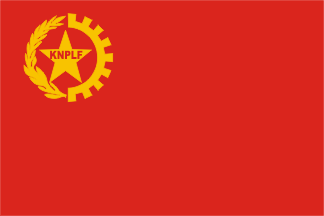
Bandeira do grupo.

Frente de Liberação Nacional do Povo Karenni (birmanês:  ကရင်နီလူမျိုးပေါင်းစုံ ပြည်သူ့လွတ်မြောက်ရေးတပ်ဦး) foi um grupo insurgente que atuava no estado de Kayah, Myanmar (Birmânia). Tornou-se uma Forças da Guarda de Fronteira em 8 de novembro de 2009.
Em 1978, um grupo de combatentes comunistas se separou do Exército Karenni devido a diferenças ideológicas e fundou a Frente de Liberação Nacional do Povo Karenni. Este grupo manteve laços estreitos com o Partido Comunista da Birmânia, recebendo treinamento, suprimentos e apoio armado do grupo até a dissolução de seu braço armado em 1989.
Em 1989, um acordo de cessar-fogo foi negociado entre o Conselho de Estado para Restauração da Lei e da Ordem e a Frente de Liberação Nacional do Povo Karenni, que foi finalizado em 1994. Desde então, o grupo ajudou soldados do governo a combater outros grupos insurgentes armados, mais notavelmente o Exército Karenni, e posteriormente, em 8 de novembro de 2009, o grupo concordou em se converter em uma "Forças da Guarda de Fronteira".
A Frente de Liberação Nacional do Povo Karenni foi acusada de usar crianças-soldados e minas terrestres no passado.